# MAVLink
MAVLink 또는 Micro Air Vehicle Link는 소형 무인 장치들 및 자체내의 서로 다른 내부 컴포넌트과 통신하기 위한 프로토콜로 안정된 데이타 교환을 제공하는 메시징이다. 헤더 전용 메시지 마샬링 라이브러리로 설계되었다. MAVLink는 LGPL 라이센스하에 로렌즈 마이어(Lorenz Meier)에 의해 2009년초에 처음으로 공개되었다.
MAVLink는 2009년 로렌츠 마이어(Lorenz Meier)가 처음 릴리즈하였고 지금은 많은 컨트리뷰터들이 활동하고 있으며 버전 2가 나왔다.
C/C++ 참조 구현은 제한된 RAM과 플래쉬 메모리의 리소스 제약이 있는 시스템에 최적화되어 있다. 제조사가 다른 컴포넌트들끼리 서로 호환이 가능하도록 인터페이스를 제공하는 다양한 제품이 출시되어 필드검증을 받았다.

## 패킷
마브링크 프로토콜 패킷 구조 (버전 1.0 기준)
6개의 헤더와 2개의 체크섬 그리고 데이타를 갖는 1개의 필드로 구성된다.
|  |

| 필드 명(Field name)    | 고유 순서(Index) - 바이트(Bytes) | 목적 및 기능                                             |
| ---------------------- | -------------------------------- | -------------------------------------------------------- |
| 헤더1(Start-of-frame)  | 0                                | 시작점을 가리키는 헤더(0xFE)                             |
| 헤더2(Payload-length)  | 1                                | 페이로드 길이값 (n)                                      |
| 헤더3(Packet sequence) | 2                                | 총 패킷에서 해당하는 순서값                              |
| 헤더4(System ID)       | 3                                | 발신자 시스템의 고유 ID                                  |
| 헤더5(Component ID)    | 4                                | 해당 컴포넌트 고유 ID                                    |
| 헤더6(Message ID)      | 5                                | 페이로드(payload) 정의 ID                                |
| 데이타(Payload)        | 6 (n+6)                          | 메세지 ID에서 참조되는 실질적인 데이타 값들 (없을수있다) |
| 체크섬1 CRC            | (n+7)                            | 메세지 무결성 검사                                       |
| 체크섬2 CRC            | (n+8)                            | 네트워크 무결성 검사                                     |

## 같이 보기
- MSP
- NuttX

## 참고
- 공식 - 마브링크 프로토콜
- PX4 - 마브링크 메시징 보관됨 2019-02-03 - 웨이백 머신
- 로봇신문-MS, 드론 AI 학습용 시뮬레이터 오픈 소스 공개